# Los perros de Amundsen en el Polo Sur
Los perros de Amundsen en el Polo Sur fueron los perros esquimales que se convirtieron en uno de los factores principales que posibilitaron el viaje de ida y vuelta al Polo Sur del explorador noruego Roald Amundsen (Borge, Noruega, 16 de julio de 1872 - Mar de Barents, 18 de junio de 1928) que organizó y dirigió la expedición que trasladada en 1910 en el barco Fram desde Noruega hasta la placa de hielo Ross en la Antártida, invernó sobre ella y al año siguiente, el día 15 de diciembre de 1911, fue la primera que logró llegar al Polo Sur. Para alcanzar esta meta se basó en que los expedicionarios eran todos excelentes esquiadores y que para el transporte en trineos de los enseres y de los alimentos empleó perros esquimales
Había leído los relatos de Scott y Shackleton sobre sus intentos de alcanzar este polo, por lo que conocía la característica del territorio que era necesario recorrer para llegar hasta él y que se componía de tres fases muy diferenciadas al estar conformado por la placa de hielo de Ross con sus grietas cubiertas de frágiles puentes de nieve, una cadena montañosa que era preciso remontar por alguno de sus glaciares rotos por las grietas y en los que sobresalían enormes rocas, unas ancladas en la corteza terrestre, otras, sueltas e inestables, y el altiplano cubierto de nieve que llevaba al Polo Sur.

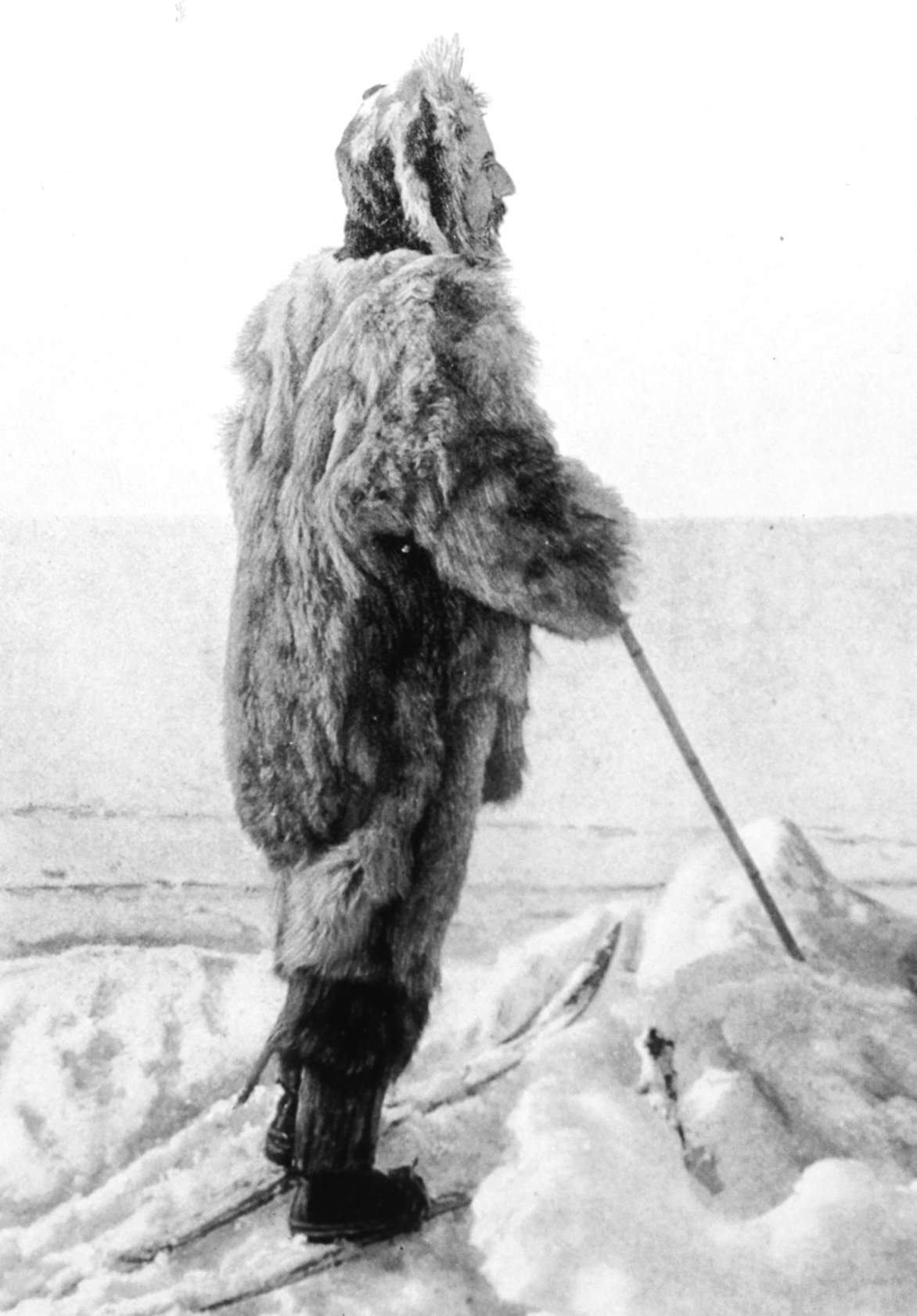
Roald Amundsen.

Tanto Scott como Shackleton habían empleado perros y ponis manchurianos para tirar de los trineos cuando atravesaron la placa de Ross. Amundsen conocía muy bien las características de los perros esquimales y se extrañaba de que Scott los considerara inferiores a los ponis manchurianos para moverse sobre una placa de hielo. No se explicaba la mala experiencia que había tenido el expedicionario inglés con sus perros y que solo podía deberse a que los perros no entendieron a su amo o era el amo el que no entendía a los perros. Entre amo y perro es preciso que desde el primer momento se llegue a un correcto entendimiento. El animal tiene que comprender que tiene que obedecer inevitablemente, imponiéndole el amo su poder. Si esta relación ha tenido lugar, el perro estará en condiciones, superiores a otros animales de tiro, para recorrer grandes distancias sobre el hielo.
Amundsen consideró que únicamente era posible llegar al Polo Sur con éxito si se empleaban perros esquimales. Las tres ventajas principales en las que basaba su empleo eran que estos, debido a su menor peso, pueden pasar mejor sobre los puentes de nieve formados sobre las grietas que había en el hielo y si el puente se hunde y cae el perro, no ocurre una desgracia, puesto que se le agarra de la nuca y ya está otra vez sobre el hielo firme. La segunda gran ventaja es que el perro puede ser alimentado con carne de perro, con lo que se puede disminuir notablemente la provisión de alimentos para estos animales. Según se avanza, el peso que se arrastra con los trineos va disminuyendo por la comida consumida tanto por los hombres como por  los perros, al igual que se reduce el del petróleo utilizado. Por ello se puede prescindir durante la marcha de algunos perros y sacrificando los menos buenos, se alimenta con ellos a los demás. El recibir los perros de vez en cuando carne fresca, fue lo que hizo que pudiesen realizar el esfuerzo que se les exigió durante el viaje al Polo Sur. Y la tercera, la más importante, era que una vez recorrida la placa de Ross y llegados a las montañas que precisaban ser remontadas por un glaciar, a los perros, aunque con gran dificultad, les resultaría posible seguir tirando de los trineos si estos eran aligerados de peso y los hombres les ayudaban a arrastrarlos, y una vez superado este tramo, habiendo alcanzado la superficie del altiplano cubierto de nieve, estarían capacitados para conducirles rápidamente a la meta.

## Los perros

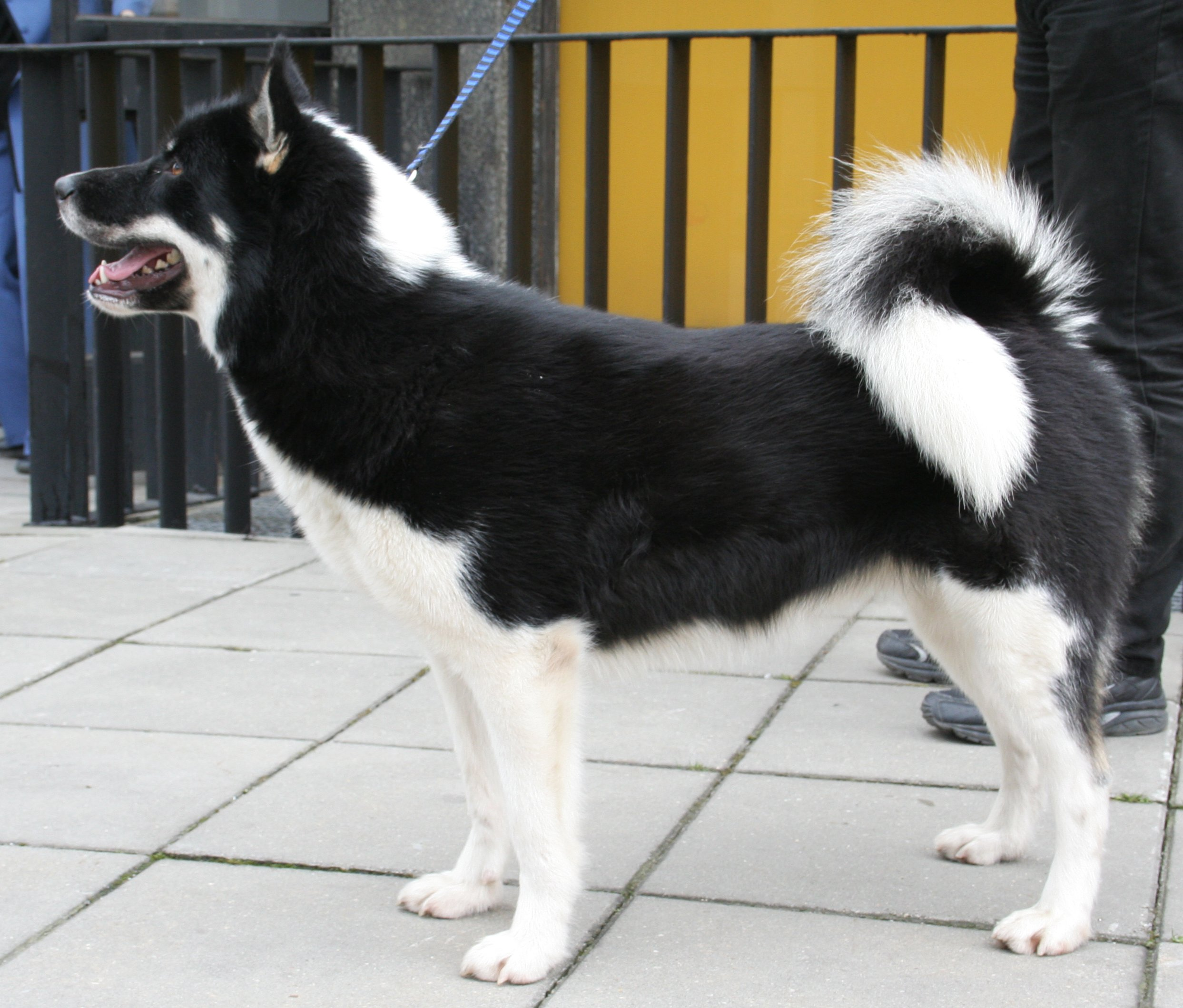
Perro de Groenlandia.

Lo más arriesgado de la expedición consistiría en hacer llegar a los perros fuertes y sanos hasta la barrera de hielo de Ross. Todos los miembros de la expedición eran de la misma opinión, con lo que el común esfuerzo para cuidarlos tuvo como resultado que los perros llegaron al lugar de desembarco aún más sanos y fuertes que cuando fueron embarcados. Estos perros que tan extremas bajas temperaturas aguantan, sufren, sin embargo, mucho con la humedad por lo que para protegerlos contra ella se cubrió la cubierta del barco con un piso de tablas sueltas de ocho centímetros de grosor y con ello se consiguió que la lluvia y el agua de las olas que saltaba sobre la cubierta se escurriese entre las juntas de estos tablones.

## Viaje a la placa de hielo Ross

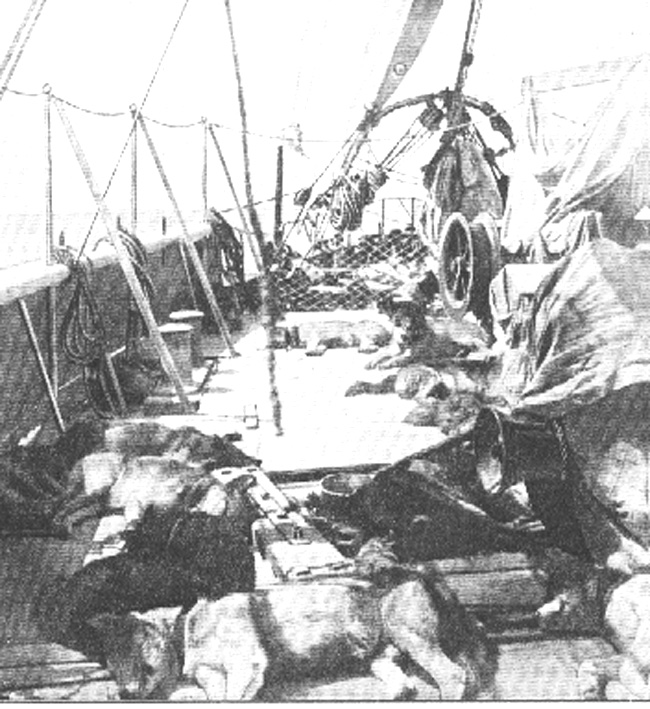
Los perros a bordo del Fram.

El 23 de julio de 1910 embarcaron los 93 perros polares que poco antes habían llegado de Groenlandia, siendo hembras diez de ellos, por lo que durante el viaje en barco aumentó notablemente su número. No tenían aspecto de asustados ni tampoco eran agresivos. Aun así, cada perro fue sujetado con una cadena anclada en la borda para evitar las peleas entre ellos. Uno de los miembros de la expedición fue el encargado principal de los perros ya que tenía un gran talento para tratarlos, así como conocimientos veterinarios. Fueron agrupados de diez en diez y cada grupo disponía de uno o dos cuidadores expedicionarios que tenían toda la responsabilidad sobre el suyo. Darles la comida exigía la presencia de toda la tripulación, por lo que se realizaba simultáneamente con el cambio de guardia. La mayor afición de los perros polares es tragar la mayor cantidad de comida posible, por lo que se puede afirmar que el camino al corazón de un perro polar llega a través del estómago. Les dieron ya desde el primer día gran cantidad de comida con lo que se consiguió muy pronto que los perros de cada grupo y sus respectivos cuidadores hiciesen buena amistad. El estar encadenados no les complacía, moverse les habría sentado muy bien pero en un principio no se podía asumir la responsabilidad de soltarlos antes de haber sido mínimamente educados. Ganar su amistad fue sencillo pero educarlos fue tarea difícil aunque se mostraban siempre agradecidos por cualquier atención que les daban. El primer saludo mañanero tenía un carácter especialmente cariñoso ya que con un potente y alegre ladrido recibían a sus cuidadores cuando aparecían en la cubierta. Pero no se conformaban con verlos, no se tranquilizaban hasta que los hombres habían caminado entre ellos, acariciándolos y diciéndoles unas palabras amistosas. Si casualmente uno de ellos era pasado por alto en el recorrido,  inmediatamente protestaba con gran vehemencia. A bordo había casi un centenar de perros y poco a poco, con el trato diario, los expedicionarios fueron conociendo el carácter de cada uno de ellos. No había dos perros iguales ni en su aspecto físico ni por su carácter. Y para la a veces monótona vida a bordo, el trato con los perros resultó ser muy gratificante para los expedicionarios.
Un barco debe ser mantenido siempre limpio pero en este caso, con tantos perros a bordo, el mantenerlo limpio exigía un gran trabajo. Dos veces al día se limpiaba la cubierta empleando mangueras y por lo menos una vez cada semana se desmontaba totalmente la cubierta de tablas sueltas y cada tabla era cepillada con esmero. Aun así, sí ocurría que llegada la oscuridad un tripulante tenía que realizar un trabajo que le obligaba a caminar por la cubierta, muy pronto se le oían exclamar airadas palabras porque había pisado algo que había evitado pisar. Dada la gran cantidad de perros tumbados en la cubierta y la abundante comida que habían recibido durante el día, la continua existencia de excrementos no podía sorprender y con el tiempo las maldiciones se convirtieron en bromas.
Fueron comprobando que los perros se encontraban cada vez más a gusto a bordo y si antes había habido alguna duda sobre ello, pronto desapareció. Se les suministraba comida abundante y de buena calidad, pescado seco y grasa dos días seguidos y el tercero, pescado picado, sebo y harina de maíz, todo ello cocido hasta formar una espesa masa, siendo la comida así preparada muy de su agrado. Pronto adivinaron cuales eran los días en los que habían de recibir este alimento y tan pronto como oían el ruido de las cacerolas, organizaban una alegre algarabía. El pescado seco, a pesar de su monotonía, nunca les hartaba, por grande que fuese la ración que recibían, aún más, siempre trataban de robarle algo a su vecino, lo que producía peleas que tenían que ser resueltas con una tanda de azotes. No consiguieron eliminarles su ansia de robo de comida ajena, era una costumbre que habían traído desde su tierra y nunca se deshicieron de ella.
Otra mala costumbre que les era propia eran los conciertos de alaridos que acostumbraban a organizar inesperadamente y nunca llegaron a saber si los perros los organizaban para distraer la monotonía o lo hacían para manifestar su satisfacción. Estando todos adormilados era cuando repentinamente uno de ellos soltaba un largo aullido, inmediatamente los demás comenzaban a aullar también, organizando un alarido que duraba varios minutos. La única satisfacción que producía el concierto era que éste terminaba repentinamente, con la misma precisión con la que un coro termina su canto al obedecer el movimiento de la batuta del director de un coro cuando indica el final. Para los tripulantes que durante el concierto tenían su turno de dormir, estos conciertos no suponían ningún placer, ya que incluso el inesperado final los desvelaba y no les permitía volver a conciliar el sueño. Pero pronto aprendieron que dando un buen azote al maestro cantor nada más comenzar con su aullido, el concierto ya no tenía lugar.
Los perros llevaban más de seis semanas atados desde que fueron embarcados. Tras este tiempo la mayor parte de ellos se mostraba bastante dócil y consideraron realizar la prueba de soltarlos. Si ésta resultaba satisfactoria, habría sido muy ventajosa para los animales, ya que su modo de vida habría dejado de ser monótono y, especialmente, habrían podido ejercitar sus músculos. Para evitar accidentes, cada perro fue provisto de bozal y el resultado fue sorprendente, ya que liberados de sus cadenas, continuaron largo tiempo sin abandonar su sitio. Cuando uno de ellos comprobó que ya no estaba sujeto y se le ocurrió realizar un paseo, los demás, al ver de pronto un perro suelto, se lanzaron sobre él con intención de destrozarlo. Pero toda su alegría se desvaneció pronto cuando comprobaron que con sus bozales les era imposible morder. Aun así organizaron una auténtica batalla de perros. La lucha contra otro perro es la distracción principal de un perro esquimal y la realizan con pasión. Pero en este caso, al no poderse morder, pronto perdieron el deseo de enfrentarse y en adelante solamente fue necesario atarlos durante las comidas. Mientras estuvieron libres, ya no ocuparon voluntariamente sus lugares asignados cuando querían descansar sino que cada uno de ellos se buscaba en el barco el lugar que más le apetecía. Pero lo más sorprendente fue cuando algunos reconocieron con gran alegría a los que habían sido sus compañeros en Groenlandia y de los que habían estado separados a bordo. Tras esta experiencia, se formaron grupos nuevos, juntando a los que habían sido amigos.
Durante el trayecto, su número fue en aumento y la llegada de las crías resultó ser un alegre hecho que rompía la monotonía y todas ellas recibían inmediatamente un tripulante voluntario para cuidarlas cuando ya no necesitaban a sus madres. Hubo solo dos casos de muerte, uno fue el de una perra que parió ocho crías, la causa de la segunda muerte no pudo ser aclarada, pero no se trataba de una enfermedad contagiosa. Otros dos perros cayeron por la borda a la que se habían encaramado a causa del fuerte oleaje que la expedición encontró al pasar por el cabo de Buena Esperanza.

## Campamento de invierno

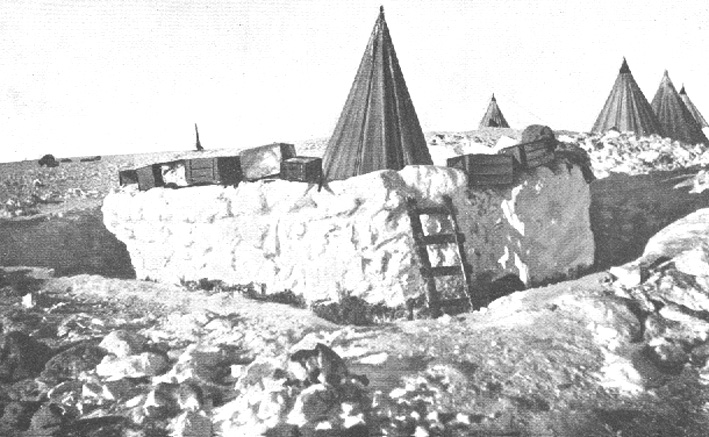
Campamento de los perros en la placa Ross.

Cuando el 14 de enero de 1911 alcanzaron la placa de Ross en la Bahía de las Ballenas, disponían de 116 perros y prácticamente todos podían ser empleados para la marcha hacia el sur. Entre dos cerros formados por nieve acumulada  encontraron una hondonada a dos kilómetros del barco que fue considerada idónea para montar allí el campamento de los perros, que fueron bajados inmediatamente al hielo. A otros dos kilómetros de distancia de este lugar encontraron uno muy apropiado para montar el campamento principal destinado a albergar a los expedicionarios durante la invernada, tras lo cual comenzó el desembarco de los equipos y suministros. La descarga y el traslado se organizó dividiéndolo en dos trayectos. Uno llevaba el material desde el barco hasta el campamento de los perros y aquí, según se iban necesitando las cosas, estas eran transportadas al campamento principal para su instalación. En el campamento de los perros montaron una tienda provisional para dieciséis hombres y alrededor de ella tendieron un cable de acero, formando un triángulo de cincuenta metros de lado al que encadenaban, llegada la noche, a los perros. Unos ochenta perros arrastraban los trineos que transportaban lo que se iba desembarcando hasta el campamento de los perros y los restantes arrastraban desde ahí lo que estaba destinado al campamento principal.
Los primeros intentos de hacer trabajar a los perros tirando de un trineo fueron muy frustrantes debido a que los animales llevaban seis meses tumbados, comiendo y bebiendo, y se limitaron a armar grandes peleas sobre el hielo. Fue necesario emplear pródigamente el látigo para hacerles comprender que había comenzado una nueva era para ellos. Pero viendo los problemas que estaban causando, más de un expedicionario quedó decepcionado, convencido de que con aquellos perros tardarían más de un año en llegar al Polo Sur. Fue muy difícil que los perros comprendiesen que tenían que trabajar otra vez y quién era el que mandaba. Un trabajo duro, pero finalmente fructífero a pesar de las grandes palizas con látigo con las que hubo que castigarles. Acabaron entendiendo lo que se les pedía, por lo que a partir del 23 de enero, cuando a las seis de la mañana los hombres salían de su tienda, los perros los recibían con alegres ladridos. Los conductores hacían la ronda, hablaban un rato con ellos, acariciándolos y tan pronto como los perros veían llegar los aparejos de enganche, comenzaba una nueva demostración de alegría y aún sabiendo el trabajo que el día les iba a traer, su entusiasmo por comenzar a realizarlo era admirable. Tan grande era su deseo de trabajar que ocurría con frecuencia que antes de que el trineo al que habían sido enganchados estuviese completamente cargado, los perros, por propia iniciativa, se lanzaban a recorrer el camino que ya conocían de memoria. Esto ocurría especialmente cuando un trineo cargado había ya partido y los perros de otro aún no terminado de cargar, celosos, queriendo competir, iniciaban igualmente la carrera sin esperar la orden de partida que les había de dar su amo, el cual se veía obligado a correr tras ellos hasta alcanzarlos y conducirlos otra vez donde se encontraba los suministros para terminar con la carga. Para pararlos en estas desaforadas carreras, el conductor, cuando los alcanzaba, solo conseguía hacerlo volcando el trineo.
También, mientras estaban atados al cable de acero, volvieron a organizar sus inesperados conciertos de alaridos, tal como los habían realizado en el barco. Cuanto más trato iban teniendo con los perros esquimales, los expedicionarios notaban lo cerca que estos se encontraban en sus costumbres a los lobos de los que descendían, pero también cómo acababan aceptando la primacía del amo sobre ellos cuando comprendieron que era éste del que dependían para poder comer.
El 10 de febrero, habiendo terminado el desembarco, el Fram partió para invernar en Buenos Aires y los expedicionarios, entre ese día y el 8 de marzo, realizaron cuatro viajes de trineo, montando bases de suministros en las latitudes de 80°, 81° y 82° Sur, depositando en ellas un total de 5.000 kilos de alimentos y otros suministros. Durante estos viajes quedó demostrada la valía de los perros para trabajar sobre el hielo, aunque para llegar a los 82° los hombres se excedieron cargando demasiado los trineos, debiendo ser sacrificados varios perros que quedaron inútiles por el esfuerzo realizado.
Se construyeron siete refugios de invierno para los perros en su campamento. Para cada uno, alrededor de un círculo de unos cincuenta centímetros de diámetro, abrieron un foso en el hielo de tres metros de diámetro y dos metros de profundidad, siendo el borde de la superficie rodeado con un muro de bloques de hielo de metro y medio de altura. En el suelo de cada foso se hincaron las clavijas de hierro a las que se ataban las cadenas. Sobre la columna de hielo que había quedado en el centro del foso fijaron el poste que sostenía la lona que cónicamente caía sobre el muro al que quedaba sujeta. Se montó una pequeña tienda de campaña para acoger a las perras que habían de parir y quedasen allí protegidas con sus cachorros, otra grande para almacenar el pescado seco y se construyó un sólido refugio con bloques de hielo para contener los cuerpos de varios centenares de focas que habían cazado.
Llegado el invierno, por la mañana soltaban los perros y al llegar la tarde, estos se presentaban voluntariamente en sus respectivos refugios donde eran encadenados y recibían su comida que se alternaba diariamente entre carne de foca con grasa y pescado seco.
Durante el invierno fueron desmontados los trineos y vueltos a montar consiguiendo rebajar su peso inicial de 75 a 25 kilos. Los arneses, unos del tipo canadiense y otros del groenlandés, habían mostrado durante las expediciones a las depósitos que tenían tanto ventajas como inconvenientes. Con sus materiales se construyeron otros nuevos que tenían las ventajas de ambos sistemas, quedando eliminadas sus desventajas, siendo preparados para que doce perros tirasen de cada trineo.
Llegada la primavera austral, el día 23 de agosto comenzaron las pruebas, costando mucho esfuerzo, gran paciencia y emplear con dureza el látigo para que los perros se adaptasen de nuevo a la disciplina de tirar de un trineo. Conseguido este objetivo, se realizó un viaje hasta el campamento de 80°, donde se depositó la mercancía transportada, volviendo al campamento base.

## Viaje al Polo Sur

Ruta de la expedición al Polo Sur de Amundsen con sus perros.

El 20 de octubre, la expedición compuesta por Amundsen y cuatro compañeros, con cuatro trineos y cincuenta y dos perros, inició el viaje para alcanzar el Polo Sur. Los perros eran alimentados en un principio con carne de foca, pemmikan  y pescado seco. Acabada la carne de foca, comenzaron a recibir también la carne de los perros que eran sacrificados al quedar inútiles para seguir tirando de un trineo. El día 16 de noviembre llegaron al pie de la cadena montañosa, encontrándose a 1.100 km de la meta. No habían tenido que soportar temporales pero sí temperaturas muy bajas y algunas densas nieblas y las grietas encontradas en la placa fueron superadas sin gran dificultad. Por el camino habían perdido diez perros, unos habían sido sacrificados por falta de rendimiento o por los problemas que causaban al no entenderse con sus compañeros y otros habían huido. Los cuarenta y dos perros que ahora tenían se mostraban cada día más fuertes y ágiles.[cita requerida] Determinaron remontar el glaciar con todos ellos y los cuatro trineos, pero una vez alcanzado el altiplano tuvieron que sacrificar a veinticuatro animales, prosiguiendo con los dieciocho restantes y tres trineos el último tramo hasta el Polo Sur. El remonte del glaciar fue un trabajo muy arduo para todos, consiguiendo llegar al altiplano el 21 de noviembre. 
El hecho de tener que dar muerte a un perro porque ya no estaba capacitado para seguir tirando de su trineo les había resultado siempre muy doloroso, no solo por la amistad que durante la larga convivencia habían desarrollado con ellos, sino también porque sabían lo mucho que les debían por el esfuerzo que estaban realizando para facilitarles alcanzar la meta deseada. Por ello, cuando a última hora de la tarde, habiendo alcanzado el altiplano, tuvieron que realizar la prevista matanza de veinticuatro perros, el acto les produjo gran repugnancia, pero era necesario realizarlo para garantizar la vida tanto de los hombres como las de los perros restantes. Una gran tristeza se abatió sobre los expedicionarios cuando con tiros de pistola mataron a sus fieles servidores y amigos. Al lugar le dieron el nombre de “Metzig” (carnicería).

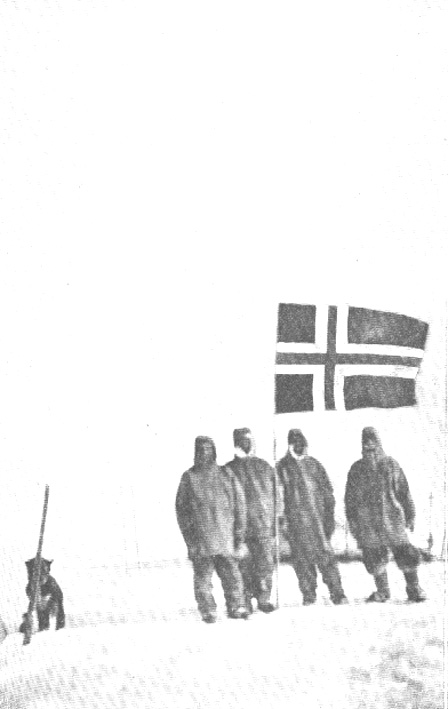
Uno de los perros de Amundsen en el Polo Sur.

El trayecto por el altiplano no causó grandes problemas, la climatología no fue muy adversa y, en especial, los perros realizaron los máximos esfuerzos tirando de los siempre pesados trineos, con lo que la expedición consiguió alcanzar el Polo Sur el día 15 de diciembre. Abandonaron allí un trineo y aumentaron las raciones tanto para hombres como para animales ya que habían realizado el recorrido en menos tiempo del calculado, por lo que sobraba comida, pero durante el regreso, perros que parecían estar aún muy fuertes, de pronto desfallecían, consumidos por el esfuerzo y por la falta de oxígeno dada la altitud en la que tenían que trabajar. Cuando bajaron a la placa Ross disponían de dos trineos y once perros. Seguían gozando de excelentes condiciones climatológicas -exceptuando algunos días de densas nieblas- y los perros recibían ahora abundantes raciones de carne de perro recogidas cuando pasaron por el campamento “Metzig”. Amundsen decidió hacer recorridos de veintiocho kilómetros diarios pero comprobando la fuerza de los perros y sus ganas de trabajar, avanzaban superando el kilometraje diario previsto, parando solo cuando los perros deseaban hacerlo. Estos tenían ahora tan buen aspecto como cuando iniciaron la expedición y con sus once perros los conquistadores del Polo Sur llegaron a la costa el 26 de enero. El Fram ya  había vuelto de su puerto de invernada y dos días después, embarcados los enseres, los once perros que habían vuelto del Polo Sur y otros 28 que habían permanecido en el campamento de invierno, partieron hacia Noruega.